# Танго «Магнолия»

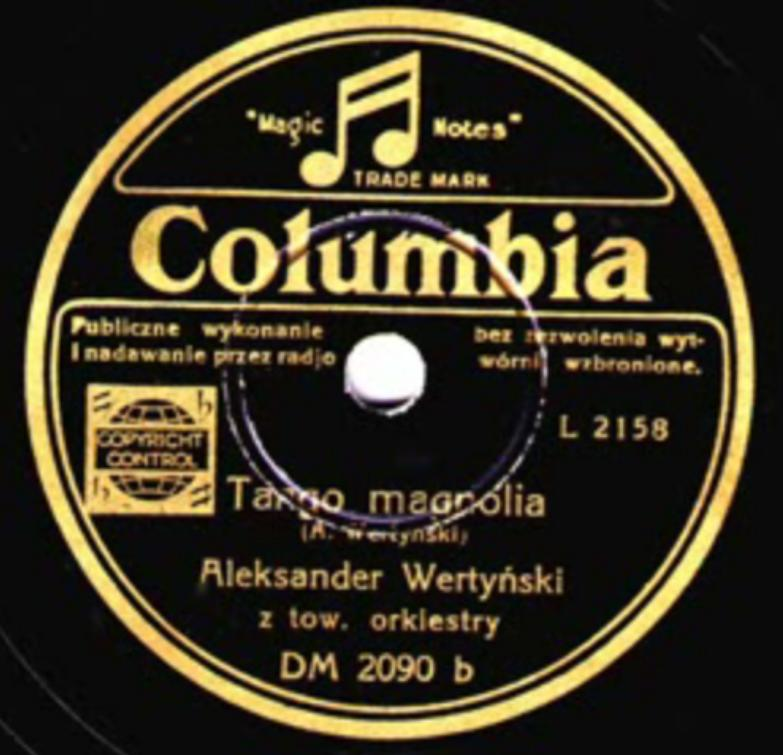
Пластинка «Танго „Магнолия“», выпущенная фирмой «Колумбия»

«Танго „Магнолия“» — одна из известнейших песен Александра Вертинского, русского поэта и певца. Написана в 1931 году во время гастролей по Бессарабии (в то время — Королевство Румыния). Музыка песни написана в ритме танго.

## Стихи
«Танго „Магнолия“» повествует о женщине, тоскующей о своём возлюбленном (лирическом герое песни) в Сингапуре, английской колонии на полуострове Малакка.
В бананово-лимонном Сингапуре, в буре, 
Запястьями и кольцами звеня, 
Магнолия тропической лазури, 
Вы любите меня.
Песня названа именем растения рода магнолиевых, широко распространенного в южных широтах. В русской культуре оно стало символом тропических стран, и, видимо, поэтому Вертинский, на момент написания песни никогда не бывавший в Сингапуре, выбрал для названия танго образ магнолии, обладающей большими яркими цветами и красивой лиственной кроной.

## История написания и записи
Песня впервые записана на грампластинку в 1932 году в английской звукозаписывающей компании «Колумбия» (англ. Columbia), следующая запись последовала через год в Варшаве, на студии фирмы Сирена Электро (Syrena Electro). Впоследствии «Колумбия» переиздала свою запись в США. Также в США песня издавалась компанией «Kismet» на многопесенных сборниках Вертинского.
В России песня выходила на сборниках: Легенда века (1999), Vertinski (Чужие города) (2000), То, что я должен сказать (1994).

## Судьба песни
Фактически «Танго „Магнолия“» стало визитной карточкой её создателя. В своих воспоминаниях Вертинский приводит свидетельствующий об этом случай: в Париже один незнакомый английский господин попросил его исполнить свою любимую песню, названия которой он не помнил. По напетой господином мелодии Вертинский узнал своё «Танго», и исполнил его, чем англичанин остался очень доволен. Только на следующий день Александр Николаевич узнал, что этим незнакомцем был сам принц Уэльский.

 Романс охранника:
«В бананово-лимонном Сыктывкаре…»
— Сергей Довлатов. Соло на ундервуде. Соло на IBM. — СПб.: Азбука, 2008. — 245 с. — (Азбука-классика). — 5000 экз. — ISBN 978-5-91181-382-6.
Ставшая популярной в исполнении автора, песня неоднократно перепевалась и другими певцами. В новейшее время собственную версию «Танго» записали Филипп Киркоров (для новогодней программы на НТВ), Олег Меньшиков совместно с группой «7Б», Олег Погудин и Герберт Моралес.
Оригинальная запись «Танго „Магнолия“» звучит также в фильме Алексея Балабанова «Морфий» (2008), несмотря на то, что события картины происходят в 1917-1918 годах, за 14 лет до написания песни.